# Бальбоа Кабельо, Мигель
Мигель Кабельо Бальбоа (исп. Miguel Cabello Balboa; 1535, Арчидона, Испания — 1608, Камата) — испанский священник и хронист, автор произведения Miscelánea Antártica (Южный Альманах). Писатель золотого века испанской литературы.

## Биография
Дата рождения точно не известна: либо 1530 либо 1535 год.

## Карьера военного
Внучатый племянник первооткрывателя Тихого океана, капитана Васко Нуньеса де Бальбоа. Совсем молодым выбрал карьеру военного. Участвовал в войнах Франции и Нидерландов, под руководством принца Эмануэля Филиберто Савойского и графа Эгмонта, и непосредственно у Родриго де Басана и находился среди победителей сражения при Гравелине над французскими армиями маршала Де Термеса (1558).

## Церковная жизнь
По возвращении в Малагу в 1565 или 1566 году он вступил в орден августинцев. Соблазненный желанием наставлять безбожников других миров в католической вере, он переправился в Индии (1566); в Богота долго общался с конкистадором Гонсало Хименес де Кесада о происхождении индейцев, также познакомился с Хуаном де Ороско, автора утраченного произведения «El Peregrino». В 1573 году он являлся жителем Потоси и находился в Кито в 1574, где начал «первые черновики» своей хроники; он вызвался умиротворить провинцию Эсмеральдас, 25 лет являвшуюся центром черных рабов и восставших индейцев (8 июля 1577), и был возведён в сан викария города Авила; в губернаторстве народов Кихос (1578) столкнулся с восстанием индейцев. Добился заключения мира, и представ в Лиме перед вице-королём Мартином Энрикесом, получил церковный приход селения Сан-Хуан, в долине Ика (1580). Оттуда он, кажется, осуществил короткие путешествия в различные города, чтобы собрать информацию. В Эквадоре он пробыл три года. И верный своему призванию миссионера перебрался в Чаркас; он добился назначения священником в Камата, в муниципалитете Ларрекаха, и там осуществлял деятельность по евангелизации индейцев в провинции Карабая, и посещал населенные пункты племен лекос и агуачилес (lecos и aguachiles) в амазонской сельве.
11 сентября 1594 года Кабельо Бальбоа находился в селении Сан-Адриан де Чипоко в провинции Чунчос.

## Произведения
Известны следующие его работы:
- Verdadera descripción y relación de la provincia y tierra de las Esmeraldas (1581)
  - издание Jijón y Caamaño, Quito 1945.
  - издание Tierra nueva y cielo nuevo, Madrid 2001
- Miscelánea Antártica либо известная как Miscelánea austral (редактирование закончено 9 июля 1586) — на написание книги его вдохновило произведение Кристобаля де Молины и очень схожа с произведением Сармьенто де Гамбоа, возможно, из-за использования тех же исходных данных. Оригинал хранится в фондах Университета Техас, в Остине.
  - издание Ternaux Compans Voyages, relations et memoires originaux pour servir á histoire de la découverte del´ Amerique Tomo XV, Paris 1837—1841 (только третья часть)
  - издание Colección de Libros y documentos referentes a la historia del Perú, Tomo II, Lima 1919 (только третья часть).
  - издание Edición de Jijón y Caamaño, Quito 1945 (только первая часть)
  - издание Universidad de San Marcos Lima 1951 (полное издание).
- Orden y traza para descubrir y poblar la tierra de los chunchos y щекфы provincias, 1602 или 1603 (утрачена).
- La Volcánea — в стихах (утрачена)
- El militar elogio — в стихах (утрачена)
- La entrada de los Mojos — доклад (утрачена)
- La comedia del Cuzco — пьеса для театра (утрачена)
- Vasquirana — в стихах (утрачена)